# Американски пай
„Американски пай“ (на английски: American Pie) е американски комедиен филм от 1999 година на режисьора Пол Вайц, по сценарий на Адам Херц. Това е първият филм от поредицата „Американски пай“. Във филма участват Джейсън Бигс, Крис Клейн, Алисън Ханигън, Наташа Лион, Томас Иън Никълъс, Тара Рийд, Мена Сувари, Еди Кей Томас, Шон Уилям Скот и Юджийн Леви.